# Hipólito Ramos
Hipólito Ramos Martínez (nacido el 30 de enero de 1956) es un boxeador retirado cubano. Obtuvo la Medalla de plata en el evento boxeo de peso minimosca (-48 kg) en los Juegos Olímpicos de Moscú 1980. En la final perdió con el ruso Shamil Sabirov en puntos (2-3).

## Trayectoria
Inicia la práctica del deporte a finales de la década de 1960, participando en eventos nacionales juveniles.
En 1977 participa en el torneo internacional Giraldo Córdova Cardín, logrando medalla de plata en la división de 48 kilogramos, al perder en la final frente a Jorge Hernández.
En 1978 conquista medalla de plata en el Campeonato nacional Playa Girón, pierde en la final por puntos frente al guantanamero Hector Ramírez. En 1979 conquista presea de plata en el Giraldo Córdova Cardín, celebrado en La Habana, al perder en la final ante el propio Ramírez.
Ese año sufre una tercera derrota ante Héctor Ramírez, esta en el Playa Girón celebrado en Camagüey. En 1980 triunfa en el Cardín realizado en Holguín, derrotando en la final al santiaguero Juan Torres Odelín. Ese año derrota a Israel Acosta en el tope Cuba-Estados Unidos celebrado en Charlotte. Se impone en la Copa Honved celebrada en Budapest, Hungría, derrotó en la final al local Gyorgy Gedo por votación de 3-2.
Participa en los Juegos Olímpicos de Moscú, Unión Soviética, cita donde debuta con victoria de 5-0 ante el iraquí Farid Salman Mahdi; en cuarto de final derrota al húngaro Gyorgy Gedo por 5-0; en semifinal vence al búlgaro Ismail Mustafov por votación de 4-1; pierde en la final con el soviético Shamil Sabirov por votación de 3-2, logrando medalla de plata.
En 1981 triunfa en el torneo nacional Playa Girón realizado en Matanzas, derrotando al capitalino Luis Carlos Valdés, triunfo que repite en el internacional Giraldo Córdova Cardín realizado en La Habana. Ese año conquista medalla de plata en la Copa Química de Halle, Alemania, evento donde pierde en la final ante el local Dietmar Geilich por votación de 5-0. Triunfa en el Campeonato Norte Centroamericano y del Caribe celebrado en Shreveport, Estados Unidos.
En 1982 se impone en el Giraldo Córdova Cardín celebrado en Guantánamo, derrota en la final al local Rafael Saínz, es medallista de bronce en el Campeonato Nacional Playa Girón realizado en Cienfuegos. En el tope bilateral Cuba-Estados Unidos celebrado en La Habana, se impone a José Rosario por votación de 3-2
Conquista medalla de bronce en el torneo Strandja realizado en Yambol, Bulgaria, evento donde pierde en la semifinal ante el local Hristo Bonev por RSCI. En el Campeonato mundial escenificado en Münich, Alemania, es derrotado en las preliminares por el dominicano Laureano Ramírez por votación de 3-2.
En 1983 triunfa en el Playa Girón celebrado en Las Tunas, derrotando 3-2 al guantanamero Rafael Saínz. Triunfa en el torneo Usti Nab Laben celebrado en Checoslovaquia, derrotando al coreano Pek En Nam por puntos. Vence 3-2 a Paul González en el tope Cuba-Estados Unidos celebrado en Camagüey y a Dumitru Schiopu en el Cinturón de oro de Rumania por 4-1.
En 1985 logra medalla de bronce en el Campeonato Nacional Playa Girón efectuado en Nueva Gerona. En 1987 es medallista de bronce en el internacional Giraldo Córdova Cardín.

## Resultados olímpicos
- Venció a Farid Salman Mahdi (Irak) 5-0

- Venció a Gyorgy Gedo (Hungría) 5-0

- Venció a Ismail Mustafov (Bulgaria) 4-1

- Derrotado por Shamil Sabirov (Unión Soviética) 2-3